# Matías Kranevitter
Claudio Matías Kranevitter (San Miguel de Tucumán, 21 maggio 1993) è un calciatore argentino con passaporto tedesco, centrocampista del River Plate.

## Caratteristiche tecniche
Centrocampista mediano, grintoso, dotato di discreta tecnica. Molto abile nei tackle, per questa sua caratteristica ricorda molto il suo connazionale Javier Mascherano.

## Carriera
Affermatosi con la maglia del River Plate, squadra con cui ha vinto la Coppa Libertadores nel 2015, il 29 agosto di quello stesso anno firma un contratto di cinque anni con l'Atletico Madrid, rimanendo però in Argentina fino al 5 gennaio 2016.
Il 7 luglio 2016 passa in prestito al Siviglia.

### Nazionale
Il 4 settembre 2015 esordisce con la nazionale argentina, da titolare, giocando i 90 minuti dell'amichevole contro la Bolivia.
Viene convocato per la Copa América Centenario negli Stati Uniti.

## Statistiche

### Presenze e reti nei club
Statistiche aggiornate al 25 giugno 2025.
| Stagione           | Squadra               | Campionato         | Campionato | Campionato | Coppe nazionali | Coppe nazionali | Coppe nazionali | Coppe continentali | Coppe continentali | Coppe continentali | Altre coppe | Altre coppe | Altre coppe | Totale | Totale |
| Stagione           | Squadra               | Comp               | Pres       | Reti       | Comp            | Pres            | Reti            | Comp               | Pres               | Reti               | Comp        | Pres        | Reti        | Pres   | Reti   |
| ------------------ | --------------------- | ------------------ | ---------- | ---------- | --------------- | --------------- | --------------- | ------------------ | ------------------ | ------------------ | ----------- | ----------- | ----------- | ------ | ------ |
| 2012-2013          | River Plate           | PD                 | 5          | 0          | CA              | 0               | 0               | -                  | -                  | -                  | -           | -           | -           | 5      | 0      |
| 2013-2014          | River Plate           | PD                 | 30         | 0          | CA              | 0               | 0               | CS                 | 6                  | 0                  | -           | -           | -           | 36     | 0      |
| 2014               | River Plate           | PD                 | 6          | 0          | CA              | 0               | 0               | CS                 | 4                  | 0                  | -           | -           | -           | 10     | 0      |
| 2015               | River Plate           | PD                 | 17         | 0          | CA              | 1               | 0               | CL+CS              | 13+6               | 0                  | RS+CSB+Cmc  | 2+1+2       | 0           | 42     | 0      |
| gen.-giu. 2016     | Atlético Madrid       | PD                 | 8          | 0          | CR              | 2               | 0               | UCL                | 1                  | 0                  | -           | -           | -           | 11     | 0      |
| 2016-2017          | Siviglia              | PD                 | 21         | 0          | CR              | 4               | 0               | UCL                | 4                  | 0                  | SU+SS       | 1+2         | 0           | 32     | 0      |
| 2017-2018          | Zenit San Pietroburgo | PL                 | 21         | 0          | KR              | 0               | 0               | UEL                | 12                 | 0                  | -           | -           | -           | 33     | 0      |
| 2018-2019          | Zenit San Pietroburgo | PL                 | 6          | 0          | KR              | 2               | 0               | UEL                | 7                  | 0                  | -           | -           | -           | 15     | 0      |
| 2019-gen. 2020     | Zenit San Pietroburgo | PL                 | 2          | 0          | KR              | 2               | 0               | UCL                | 0                  | 0                  | SR          | -           | -           | 4      | 0      |
| Totale Zenit       | Totale Zenit          | Totale Zenit       | 29         | 0          |                 | 4               | 0               |                    | 19                 | 0                  |             | -           | -           | 52     | 0      |
| gen.-mar. 2020     | Monterrey             | PD                 | 3          | 0          | cMX             | 4               | 0               | -                  | -                  | -                  | -           | -           | -           | 7      | 0      |
| 2020-2021          | Monterrey             | PD                 | 32+3       | 0          | -               | -               | -               | CCL                | 7                  | 0                  | -           | -           | -           | 42     | 0      |
| 2021-2022          | Monterrey             | PD                 | 30+3       | 1          | -               | -               | -               | -                  | -                  | -                  | CmC         | 2           | 0           | 35     | 1      |
| lug.-ott. 2022     | Monterrey             | PD                 | 15+4       | 0          | -               | -               | -               | -                  | -                  | -                  | -           | -           | -           | 19     | 0      |
| Totale Monterrey   | Totale Monterrey      | Totale Monterrey   | 80+10      | 1          |                 | 4               | 0               |                    | 7                  | 0                  |             | 2           | 0           | 103    | 1      |
| 2023               | River Plate           | PD                 | 9          | 0          | CA+CdL          | 0+8             | 0+0             | CL                 | 2                  | 0                  | SA          | 1           | 0           | 20     | 0      |
| 2024               | River Plate           | PD                 | 13         | 0          | CA+CdL          | 0+4             | 0               | CL                 | 8                  | 0                  | -           | -           | -           | 25     | 0      |
| 2025               | River Plate           | PD                 | 4          | 0          | CA              | 1               | 0               | CL                 | 1                  | 0                  | SI+CmC      | 1+2         | 0           | 9      | 0      |
| Totale River Plate | Totale River Plate    | Totale River Plate | 84         | 0          |                 | 14              | 0               |                    | 40                 | 0                  |             | 9           | 0           | 147    | 0      |
| Totale carriera    | Totale carriera       | Totale carriera    | 232        | 1          |                 | 28              | 0               |                    | 71                 | 0                  |             | 14          | 0           | 345    | 1      |

### Cronologia presenze e reti in nazionale
| Cronologia completa delle presenze e delle reti in nazionale ― Argentina | Cronologia completa delle presenze e delle reti in nazionale ― Argentina | Cronologia completa delle presenze e delle reti in nazionale ― Argentina | Cronologia completa delle presenze e delle reti in nazionale ― Argentina | Cronologia completa delle presenze e delle reti in nazionale ― Argentina | Cronologia completa delle presenze e delle reti in nazionale ― Argentina | Cronologia completa delle presenze e delle reti in nazionale ― Argentina | Cronologia completa delle presenze e delle reti in nazionale ― Argentina |
| Data                                                                     | Città                                                                    | In casa                                                                  | Risultato                                                                | Ospiti                                                                   | Competizione                                                             | Reti                                                                     | Note                                                                     |
| ------------------------------------------------------------------------ | ------------------------------------------------------------------------ | ------------------------------------------------------------------------ | ------------------------------------------------------------------------ | ------------------------------------------------------------------------ | ------------------------------------------------------------------------ | ------------------------------------------------------------------------ | ------------------------------------------------------------------------ |
| 4-9-2015                                                                 | Houston                                                                  | Argentina                                                                | 7 – 0                                                                    | Bolivia                                                                  | Amichevole                                                               | -                                                                        |                                                                          |
| 8-9-2015                                                                 | Arlington                                                                | Messico                                                                  | 2 – 2                                                                    | Argentina                                                                | Amichevole                                                               | -                                                                        | 77’                                                                      |
| 13-10-2015                                                               | Asunción                                                                 | Paraguay                                                                 | 0 – 0                                                                    | Argentina                                                                | Qual. Mondiali 2018                                                      | -                                                                        |                                                                          |
| 24-3-2016                                                                | Santiago del Cile                                                        | Cile                                                                     | 1 – 2                                                                    | Argentina                                                                | Qual. Mondiali 2018                                                      | -                                                                        |                                                                          |
| 6-6-2016                                                                 | Santa Clara                                                              | Argentina                                                                | 2 – 1                                                                    | Cile                                                                     | Coppa America Centenario - 1º turno                                      | -                                                                        | 87’                                                                      |
| 14-6-2016                                                                | Seattle                                                                  | Argentina                                                                | 3 – 0                                                                    | Bolivia                                                                  | Coppa America Centenario - 1º Turno                                      | -                                                                        |                                                                          |
| 26-6-2016                                                                | East Rutherford                                                          | Argentina                                                                | 0 – 0 dts (2 - 4 dtr)                                                    | Cile                                                                     | Coppa America Centenario - Finale                                        | -                                                                        | 57’ 94’                                                                  |
| 6-10-2016                                                                | Lima                                                                     | Perù                                                                     | 2 – 2                                                                    | Argentina                                                                | Qual. Mondiali 2018                                                      | -                                                                        |                                                                          |
| 11-11-2017                                                               | Mosca                                                                    | Russia                                                                   | 0 – 1                                                                    | Argentina                                                                | Amichevole                                                               | -                                                                        |                                                                          |
| Totale                                                                   |                                                                          | Presenze                                                                 | 9                                                                        |                                                                          | Reti                                                                     | 0                                                                        |                                                                          |

## Palmarès

### Club

#### Competizioni nazionali
- Campionato argentino: 1

River Plate: 2014
- Campionato russo: 1

Zenit: 2018-2019
- Trofeo de Campeones de la Liga Profesional: 1

River Plate: 2023

#### Competizioni internazionali
- Copa Sudamericana: 1

River Plate: 2014
- Recopa Sudamericana: 1

River Plate: 2015
- Coppa Suruga Bank: 1

River Plate: 2015
- Coppa Libertadores: 1

River Plate: 2015
- CONCACAF Champions League: 1

Monterrey: 2021